# Premna mollissima
Premna mollissima là một loài thực vật có hoa trong họ Hoa môi. Loài này được Roth miêu tả khoa học đầu tiên năm 1821.